# Binuang Kampung Dalam
Binuang Kampung Dalam is een bestuurslaag in het regentschap Padang van de provincie West-Sumatra, Indonesië. Binuang Kampung Dalam telt 5749 inwoners (volkstelling 2010).